# Marius Mayrhofer
Marius Mayrhofer (* 18. září 2000) je německý profesionální silniční cyklista jezdící za UCI ProTeam Tudor Pro Cycling Team.

## Hlavní výsledky
2017
Národní šampionát
 vítěz silničního závodu juniorů
Oberösterreich Juniorenrundfahrt
vítěz 2. etapy
2018
vítěz Grand Prix Bob Jungels
vítěz Trofeo Comune di Vertova
Mistrovství světa
 2. místo silniční závod juniorů
6. místo Johan Museeuw Classic
Giro della Lunigiana
7. místo celkově
Oberösterreich Juniorenrundfahrt
8. místo celkově
 vítěz bodovací soutěže
vítěz 1. etapy
Course de la Paix Juniors
10. místo celkově
vítěz etap 1 a 2b
2020
Národní šampionát
5. místo silniční závod
2021
Kreiz Breizh Elites
9. místo celkově
10. místo Grote Prijs Marcel Kint
10. místo Per sempre Alfredo
2023
vítěz Cadel Evans Great Ocean Road Race
2024
2. místo Trofeo Pollença – Port d'Andratx
5. místo Figueira Champions Classic
7. místo Trofeo Calvià

### Výsledky na Grand Tours
| Grand Tour      | 2023 | 2024 |
| --------------- | ---- | ---- |
| Giro d'Italia   | 74   | DNF  |
| Tour de France  | —    | —    |
| Vuelta a España | —    | —    |

| —   | Nezúčastnil se |
| DNF | Nedokončil     |